# Kodeks 0150
Kodeks 0150 (Gregory-Aland no. 0150) – grecki kodeks uncjalny Nowego Testamentu na pergaminie, paleograficznie datowany na IX wiek. Rękopis przechowywany jest na wyspie Patmos.

## Opis
Do dziś zachowało się 150 kart kodeksu (26 na 17,5 cm) z tekstem Listów Pawła; część kart zaginęła.
Tekst pisany jest jedną kolumną na stronę, w 34 linijkach w kolumnie; zawiera komentarz.

## Tekst
Tekst kodeksu reprezentuje mieszaną tradycję tekstualną. Kurt Aland zaklasyfikował go do kategorii III.

## Historia
Kodeks datowany jest na IX wiek.
Początkowo był klasyfikowany jako minuskuł 413p. W 1908 roku Gregory zaliczył go do majuskułów.
Rękopis jest przechowywany w Klasztorze św. Jana Teologa (61), na wyspie Patmos.